# Interdit aux chiens et aux Italiens
Interdit aux chiens et aux Italiens (en valencià: Prohibit a gossos i italians) és una pel·lícula d'animació franco-italiana-suïssa dirigida per Alain Ughetto i estrenada el 2022. S'ha subtitulat al català.

## Sinopsi

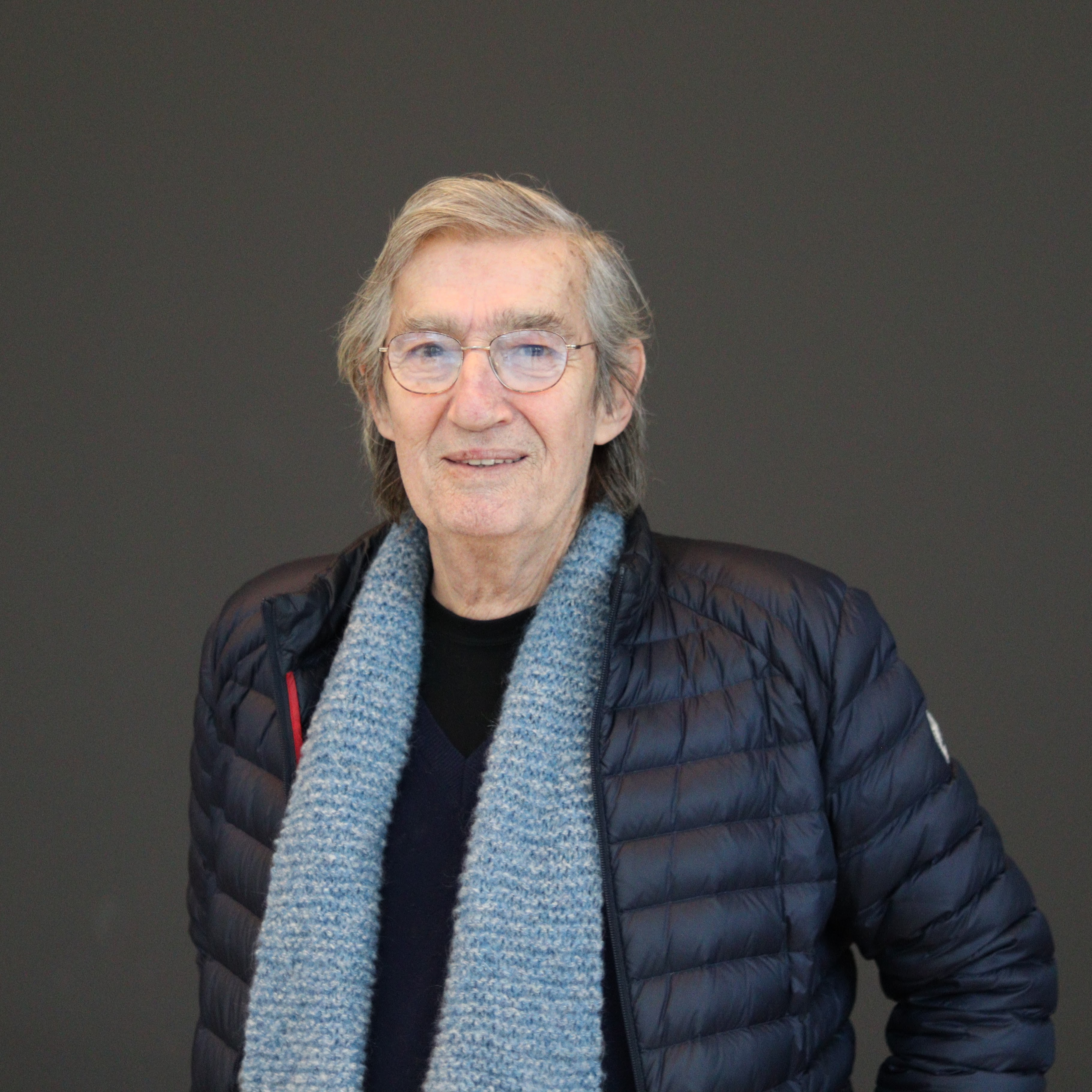
Alain Ughetto, 2023

L'autor de la pel·lícula descobreix la història del seu iaio, Luigi Ughetto, i els seus germans, quan deixen arrere el seu poble del Piemont, Ughettera, per emigrar a Provença. L'home viurà dos guerres, la pobresa i el feixisme, i formarà una família amb Cesira, tot endinsant-se als Trente Glorieuses.

## Fitxa tècnica
- Títol original : Prohibit als gossos i italians
- Direcció : Alain Ughetto
- Guió : Alain Ughetto, Alexis Galmot i Anne Paschetta
- Animació : Juliette Laurent i Julien Maret
- Decoracions : Jean-Marc Ogier
- muntatge : Denis Leborgne
- Música : Nicola Piovani
- Producció : Alexandre Cornu, Mathieu Courtois, Luis Correia i Nicolas Burlet
  - Coproductor : Enrica Capra, Manuel Poutte i Ilan Urroz
- Empresa productora : Les Films du tambour de soie, Vivement lundi !, Foliascope, Lux Fugit, Graffiti Film, Ocidental Filmes et Nadasdy Film SARL
- empresa de distribució : Gebeka Films
- país de producció :  França,  Suïssa i  Itàlia
- llengua original : francés
- Format : color — 2,35:1
- Gènere : Animació
- Durada : 70 minuts
- Dates d'estrena :
  - França :15 juny 2022 (Annecy)

## Honors
- 2022 : Premi del Jurat de Llargmetratge i Premi Gan Foundation de Radiodifusió al Festival Internacional de Cinema d'Animació d'Annecy.